# Ахромеи
Ахромеи — деревня в Себежском районе Псковской области России. Входит в состав городского поселения Сосновый Бор.

## География
Находится на юго-западе региона и района, в пределах Прибалтийской низменности, в зоне хвойно-широколиственных лесов, примерно в 5 км от государственной границы с Латвией (Лудзенский край).
Уличная сеть не развита.

## Климат
Климат, как и во всем районе, умеренно континентальный. Характеризуется мягкой зимой, относительно прохладным летом, сравнительно высокой влажностью воздуха и значительным количеством осадков в течение всего года. Средняя температура воздуха в июле +17 °C, в январе −8 °C. Средняя продолжительность безморозного периода составляет 130—145 дней в году. Годовое количество осадков — 600—700 мм. Большая их часть выпадает в апреле — октябре.

## История
В 1802—1924 годах земли поселения Храмеева входили в состав Псковской губернии.
В 1941—1944 гг. местность находилась под фашистской оккупацией войсками Гитлеровской Германии.
Деревня Ахромеи в советские и постсоветские годы входила в Дединский сельсовет, который Постановлением Псковского областного Собрания депутатов от 26 января 1995 года переименован в Дединскую волость.
Законом Псковской области от 28 февраля 2005 года Дединская волость была упразднена, а её территория вместе с Ахромеи вошла в новосозданное муниципальное образование Сосновый Бор со статусом городского поселения с 1 января 2006 года в составе муниципального образования Себежский район со статусом муниципального района.

## Население
| 2001 | 2002 | 2010 |
| ---- | ---- | ---- |
| 1    | ↗4   | ↘2   |

### Национальный и гендерный состав
Согласно результатам переписи 2002 года, в национальной структуре населения русские составляли 75 % от общей численности в 4 чел., из них по 2 мужчины и женщины.

## Инфраструктура
Личное подсобное хозяйство.

## Транспорт
Деревня доступна автотранспортом.
Стоит на автодороге местного значения «От а/д М9 „Балтия“ км. 614+600 до дер. Макеи» (идентификационный номер 58-254-558 ОП МП 58Н-093), протяженностью в 3,6 км.